# Liste der Verkehrsminister von Baden-Württemberg
Liste der Verkehrsminister von Baden-Württemberg.
Vor 1991 war der Bereich „Verkehr“ beim Wirtschaftsministerium angesiedelt (siehe Liste der Wirtschaftsminister von Baden-Württemberg).

## Verkehrsminister Baden-Württemberg (seit 1991)
| Name                                            | Amtsantritt                            | Kabinett                                     | Partei |
| ----------------------------------------------- | -------------------------------------- | -------------------------------------------- | ------ |
| Thomas Schäuble                                 | 13. Januar 1991                        | Teufel I                                     | CDU    |
| Hermann Schaufler                               | 11. Juni 1992 11. Juni 1996            | Teufel II Teufel III                         | CDU    |
| Thomas Schäuble                                 | 14. Oktober 1998                       | Teufel III                                   | CDU    |
| Ulrich Müller                                   | 11. November 1998 12. Juni 2001        | Teufel III Teufel IV                         | CDU    |
| Stefan Mappus                                   | 14. Juli 2004                          | Teufel IV                                    | CDU    |
| Heribert Rech (Abteilung des Innenministeriums) | 29. April 2005 14. Juni 2006           | Oettinger I Oettinger II                     | CDU    |
| Tanja Gönner                                    | 24. Februar 2010                       | Mappus                                       | CDU    |
| Winfried Hermann                                | 12. Mai 2011 12. Mai 2016 12. Mai 2021 | Kretschmann I Kretschmann II Kretschmann III | Grüne  |